# Вулиця Комкова (Херсон)
Вулиця Комко́ва (колишня назва: Бульварна (до 1964 року)) — вулиця в Корабельному районі Херсона, сполучає вулиці Нижню та Івана Богуна.
Формування вулиці почалося в першій половині XIX ст., тоді вона отримала назву «Бульварна». З 1964 року носить ім'я Пилипа Антоновича Комкова.
Тут знайдено срібний денарій часів правління римського імператора Александра Севера (222—235 рр. н.е).
Вулиця розташована в стороні від центру міста. На її початку — маленькі будинки, дворики за парканами, дерева і чагарники над вузькими тротуарами — це все, що лишилося від минулого. З середини (буд. № 67, № 70) вигляд магістралі змінюється. По правому боці вулиці розташовані гуртожитки ХСЗ, ліворуч — Будинок побуту, кафе, за яким — студентські гуртожитки Херсонського державного аграрного університету.
Ця вулиця дає можливість простежити, як розвивалося житлове будівництво в Херсоні в післявоєнні роки. У 1944 році багато родин в буквальному сенсі слова не мали даху над головою. Тоді й збудували близько десятка низьких довгастих будинків, так званих бараків, на початку 50-х років спорудили 2-3-поверхові будинки з похилими дахами.
Бараків давно вже немає. На їх місці піднялися 5-9-поверхові будівлі-лайнери, які ніби спочивають на подушці з густої зелені. А в 1982—1983 рр.. знесли і частину 2-3-поверхових будинків на розі вул. Комкова та Стрітенської. Нині тут височіє 14-поверховий житловий будинок-башта з торговим центром на першому поверсі.